# Gerrit Maritz
Gerhardus Marthinus (Gert ou Gerrit) Maritz (1er mars 1797 – 23 septembre 1838) était un chef Voortrekker,, qui participa au Grand Trek menant de la colonie du Cap vers le Natal via le veld et le grand escarpement des montagnes du Drakensberg.
Gerrit Maritz était le fils de Salomon Stefanus Maritz et de Maria Elizabeth Oosthuizen. Il épousa Agnita Maria Olivier puis Anna Carolina Agatha van Rooyen dont il eut six enfants.

## Biographie
Fabriquant prospère de chariots à Graaff Reinet, il joue un rôle important dans la vie publique locale du Cap-Oriental. En septembre 1836, Maritz quitte la colonie du Cap, menant un convoi d'une centaine de chariots et 700 personnes pour le Grand Trek dont il deviendra l'un des emblématiques chefs. Son convoi est alors l'un des plus importants qui ont quitté la colonie. Deux de ses frères et leurs familles en font partie ainsi que sa sœur et son beau-frère, le révérend Erasmus Smit. 
Le convoi de Maritz arrive en novembre 1836 à Thaba Nchu, le lieu de rassemblement prédéterminé des voortrekkers.
A Thaba Nchu, Hendrik Potgieter lui demande de partir avec lui pour mener une expédition punitive contre les Matébélés. Maritz a accepté mais a insisté pour que les voortrekkers élisent d'abord un gouvernement qui pourrait maintenir la loi et l'ordre. Le 2 décembre 1836, Maritz est élu président d'un gouvernement de 7 membres faisant de lui le chef civil des voortrekkers alors que Potgieter est élu «commandant de l'armée» ou général commandant. 
L'expédition contre les Matebeles a lieu en janvier 1837 permettant aux voortrekkers de s'emparer de 7 000 têtes de bétail. Sur le chemin du retour à Thaba Nchu, Maritz et Potgieter se disputent la division du butin. Ce désaccord est exacerbé par l'arrivée de Piet Retief en avril 1837. Un nouveau gouvernement est élu dans lequel Potgieter n'est pas inclus alors que Maritz devint «juge-président» et Retief «gouverneur». Maritz prend le parti de Retief pour mener les voortrekkers vers le Natal alors que Potgieter est partisan d'aller au delà du Vaal.
En décembre 1837, Maritz et ses partisans franchissent le grand escarpement du Drakensberg  pour atteindre le nord du Natal et rejoindre Piet Retief.
Méfiant, Maritz n'est pas partisan d'aller négocier au kraal du roi zoulou Dingane pour obtenir des terres et s'oppose sans succès à ce que Retief y aille et emmène 70 hommes avec lui, affaiblissant la défense des camps voortrekkers. Il estime que Retief agit en autocrate et ne consulte pas assez les autres chefs voortrekkers.
Après le massacre de Retief et de ses compagnons par les Zoulous, et du fait que son groupe n'avait pas envoyé d'hommes au camp de Dingane, il n'est pas pris au dépourvu quand les impis de Dingane attaquent son camp dans la nuit du 16 au 17 février 1838. Après le massacre de Weenen, Maritz devient le chef naturel des voortrekkers, surtout après l'échec de l'expédition punitive menée par Potgieter contre les Zoulous à Italeni (avril 1838) durant laquelle Piet Uys, un autre chef voortrekker, est tué.
Gert Maritz entreprend alors de lutter contre le défaitisme des voortrekkers, et parvient à les galvaniser suffisamment pour qu'ils reprennent espoir et prennent leur revanche. Il prend également sous sa protection nombre de veuves et d'orphelins boers. En mai 1838, il se rend à Port Natal pour obtenir de la nourriture et trouver des alliés parmi les britanniques pour lutter contre Dingaan. 
Il parvient à repousser une deuxième attaque zoulou à Veglaer.
Il meurt des suites d'une forte fièvre le 23 septembre 1838.